# Dr. Mabuse

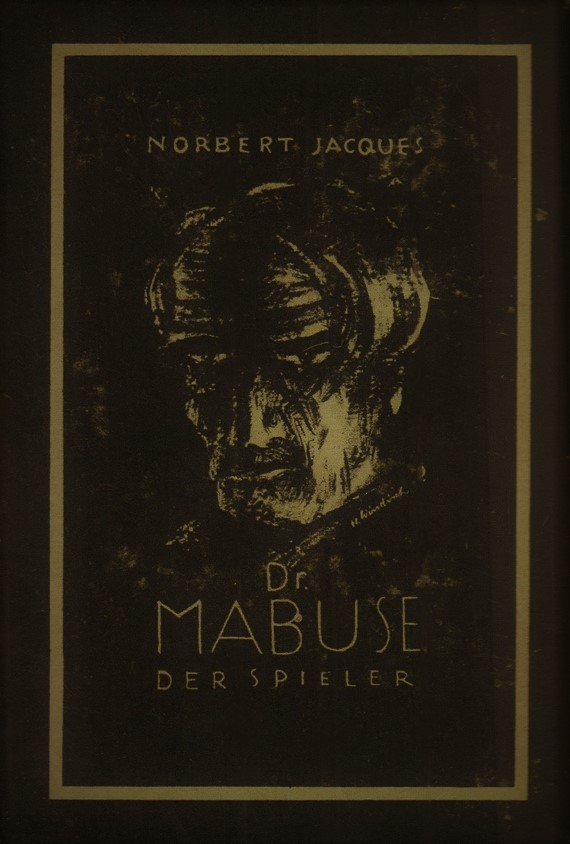
Omslag på boken Dr. Mabuse av Norbert Jacques.

Dr. Mabuse är en rollfigur, skapad 1921 av den tyske författaren Norbert Jacques, som förekommer i 12 filmer och fem romaner. Mabuse är en hänsynslös brottsling, kriminellt geni och ledare för ett brottssyndikat. Han blev välkänd för en större allmänhet genom tre filmer, skapade under en period av nästan 40 år, av den österrikiske filmregissören Fritz Lang där Mabuse var huvudperson, först spelad av Rudolf Klein-Rogge och sedan av Wolfgang Preiss. Dr. Mabuse förekommer sedan i ytterligare sju filmer av andra regissörer. Jacques hämtade inspiration till Mabuse från tidigare fiktiva karaktärer som Fu Manchu, Fantômas och Dr. Caligari.

## Beskrivning
Dr. Mabuse är en mästare på förklädnad, likt Fantômas, och på telepatisk hypnos, likt Dr. Caligari. I likhet med Fu Manchu genomför Mabuse sällan brotten själv utan agerar främst genom ett nätverk av agenter som utför de planer som han skapat. Mabuses medbrottslingar är allt från yrkeskriminella som följer honom för pengarnas skull, till oskyldiga offer för utpressning, personer som hypnotiserats till att samarbeta, till personer som lurats så väl att de inte inser att de fungerar som en kugge i Dr. Mabuses kriminella planer.
Mabuses identitet förändras ofta och inte bara genom förklädnad. En "Dr. Mabuse" kanske övermannas och skickas till dårhus, fängelse eller begravs, bara för att en ny "Dr. Mabuse" senare ska dyka upp. Det finns antydningar om att Mabuse fungerar i det närmaste som en ande som besätter värdpersoner efter värdperson.
Ett annat drag som skiljer Mabuse från liknande karaktärer är hans självdestruktiva läggning. Det har till och med föreslagits att Jacques valde namnet Mabuse inte, som han själv påstått, från målaren Jan "Mabuse" Gossaert som använde det som sin pseudonym, utan som en ordvits där  M'abuse är franskans "(Jag) begår övergrepp på mig själv" (eng:"(I) abuse myself"). Vid flera tillfällen spolieras Mabuses planer bara för att han själv ingriper, som om han själv försöker skapa sin egen undergång. Detta passar in på en annan viktig distinktion vad gäller Mabuse. Fu Manchu siktar mot att ta över och styra världen, medan Mabuse gör klart, vid ett flertal tillfällen, att hans intentioner är att krossa världen och regera över askan. Detta drag har fått Dr. Mabuse att snarare beskrivas som en skräckikon, likt Greve Dracula i romanen Dracula snarare än ett kriminellt geni i en äventyrskontext, likt Fu Manchu.

## Historia
Dr. Mabuse dyker upp första gången i romanen Dr Mabuse, der Spieler (sv: "Dr. Mabuse, spelaren") av Norbert Jacques. Romanen blev, genom en stor publicitetskampanj, en stor försäljningssuccé direkt. Den redan etablerade filmregissören Fritz Lang, tillsammans med sin fru Thea von Harbou, transkriberade romanen till en film producerad av Erich Pommer, som även den blev en stor succé. Dr. Mabuse, der Spieler från 1922 är tekniskt sett en film, med en speltid på nästan fyra timmar, men på ett för sin tid brukligt sätt, släpptes den som två separata sektioner: Dr. Mabuse, der Spieler Teil 1: Der grosse Spieler - ein Bild der Zeit och Dr. Mabuse, der Spieler Teil 2: Inferno, ein Spiel von Menschen unseren Zeit. Detta är orsaken till att vissa filmhistoriker refererar till Der Spieler som den första Mabusefilmen, och andra till de två sektionerna separat, som de två första Mabusefilmerna.
Efter den stora succén med både romanen och filmen tog det nästan 10 år innan karaktären dyker upp igen. Jacques hade arbetat på en uppföljare till romanen, som kallades Mabuses Koloni, där Mabuse har avlidit men en grupp av hans följeslagare har slagit sig ned på en ö och grundat en koloni baserad på principerna som Mabuse skrivit ned i sitt manifest. Jacques fick problem med romanenprojektet och efter diskussioner med Lang och von Harbou, kom de överens om att lägga romanen på hyllan och istället låta uppföljaren bli filmen Das Testament des Dr. Mabuse som baserades på delar av romanen. I filmen från 1933, återser vi Mabuse (som även denna gång spelas av Rudolf Klein-Rogge) som en stum fånge på ett mentalsjukhus där han suttit de senaste tio åren. Han har under en längre period skrivit på sitt kriminella manifest, eller testamente, som bland annat omfattar metodiska planer för brott och terrorism. Dessa planer omsätts av en grupp med kriminella ute i samhället som får sin order ifrån en okänd figur som presenterat sig som Dr. Mabuse och som bara kommunicerar med dem bakom ett draperi. Under filmens gång dör Dr. Mabuse men uppenbarar sig som en ande för den läkare, professor Baum, som under en längre tid studerat honom. Det är också Baum som under den döde Mabuses influenser agerar som mästerskurken själv och som leder brottsyndikatet. Filmen slutar med att Dr. Baum själv låses in på mentalsjukhuset. För att lansera filmen för en utländsk marknad skapade Lang även en fransk version, Le Testament du Dr. Mabuse, där han använde sig av samma kulisser men med andra skådespelare.
Den sista filmen om Dr. Mabuse som Lang regisserade blev också Langs allra sista film. Die tausend Augen des Dr. Mabuse från 1960 gjordes i Västtyskland och baserades på romanen Mr. Tot aĉetas mil okulojn (sv: "Herr Tot köper tusen ögon") skriven på esperanto. Romanen skrevs 1931 av den polska författaren Jean Forge. I filmen som utspelar sig i sin samtid spelades rollen av Dr. Mabuse av Wolfgang Preiss. Filmen resulterade i fem uppföljare under tidigt 1960-tal, alla producerade av Artur Brauner.

## Filmografi
- Doktor Mabuse, der Spieler (1922), regisserad av Fritz Lang.
  - Svensk titel: Dr. Mabuse, spelaren
- Das Testament des Dr. Mabuse (1933), regisserad av Fritz Lang.
  - Svensk titel: Dr. Mabuses testamente
  - En franskspråkig version filmades vid samma tillfälle, med samma kulisser men andra skådespelare.
  - The Crimes of Dr. Mabuse är en kortad, omorganiserad version av Das Testament des Dr. Mabuse anpassad främst för den amerikanska marknaden.
- Die tausend Augen des Dr. Mabuse (1960), regisserad av Fritz Lang, producerad av Artur Brauner.
  - Svensk titel: Dr. Mabuses 1000 ögon
- Im Stahlnetz des Dr. Mabuse (1961), regisserad av Harald Reinl, producerad av Artur Brauner.
  - Svensk titel: Mabuse kommer tillbaka
- Die Unsichtbaren Krallen des Dr. Mabuse (1962), regisserad av Harald Reinl, producerad av Artur Brauner.
  - Svensk titel: I Dr. Mabuses osynliga klor
- Das Testament des Dr. Mabuse (1962), regisserad av Werner Klingler, producerad av Artur Brauner, en nyinspelning av filmen från 1933.
  - Svensk titel: Dr. Mabuses testamente
- Scotland Yard jagt Dr. Mabuse (1963), regisserad av Paul May, producerad av Artur Brauner.
- Die Todesstrahlen des Dr. Mabuse (1964), regisserad av Hugo Fregonese, producerad av Artur Brauner.
  - Svensk titel: Scotland Yard och dödsstrålen
- Dr. M schlägt zu (1972), regisserad av Jesus Franco.
- Dr. M (1990), regisserad av  Claude Chabrol.